# Luca Salvetti
Luca Salvetti (n. 9 septembrie 1966, Livorno, Italia) este un politician italian.
La alegerile locale din 2019, a candidat la funcția de primar al comunei Livorno, susținut de o coaliție de centru-stânga formată din Partidul Democrat, Articolo Uno⁠(d) și listele "civiche Futuro!" și "#casa Livorno". După ce a obținut în primul tur 34,20% din voturi, a câștigat în turul 2 în 9 iunie contra candidatului de centru-dreapta Andrea Romiti, cu 63,32%. La alegerile locale din 2024, a candidat din nou, cu susținerea PD, AVS⁠(d), +Europa⁠(d) și altor grupări civice, și a fost reales din primul tur cu 51,74%.